# Viện thiết kế Hóa chất - Tự động
Viện thiết kế Hóa chất - Tự động (tiếng Nga: Конструкторское бюро химавтоматики, КБХА - KBKhA), hay KB Khimavtomatika, tên tiếng Anh: Chemical Automatics Design Bureau (CADB) là một viện thiết kế được thành lập bởi Bộ Dân ủy Công nghiệp Hàng không (Народный комиссариат авиационной промышленности CCCP – НКАП, NKAP; hay Наркомавиапром, Narkomaviaprom) vào năm 1941 dưới sự lãnh đạo của Semyon Kosberg cho đến khi ông qua đời vào năm 1965. Lịch sử của Viện bắt nguồn từ nhà máy chế tạo bộ chế hòa khí tại Moskva năm 1940, được di tản về Berdsk năm 1941, và cuối cùng là Voronezh vào năm 1945, đây cũng là nơi đặt trụ sở của Viện hiện nay. Viện thiết kế có ký hiệu OKB-296 và có nhiệm vụ phát triển các thiết bị cung cấp nhiên liệu trong động cơ hàng không. Viện được đổi lại thành OKB-154 vào năm 1946.
Năm 1965, A.D. Konopatov lên làm giám đốc của Viện thiết kế. Kế tiếp ông là V.S. Rachuk năm 1993, sau đó là Gorokhov Viktor Dmitrievich (Kỹ sư trưởng thiết kế động cơ RD-0124) vào năm 2015. Trong thời gian này Viện thiết kế nhiều sản phẩm kỹ thuật cao, bao gồm các động cơ tên lửa nhiên liệu lỏng, lò phản ứng hạt nhân dùng trong môi trường không gian, chế tạo laser đầu tiên của Liên Xô có công suất đầu ra 1 MW và động cơ chạy bằng hạt nhân duy nhất của Liên Xô. Viện đã thiết kế hơn 60 động cơ tên lửa nhiên liệu lỏng với 30 động cơ trong số đó đi vào hoạt động.
Tháng 11 năm 2019, КБХА và Nhà máy chế tạo máy Voronezh đã được hợp nhất.

## Chiến tranh thế giới thứ hai
Nhiệm vụ ban đầu của KB Khimavtomatika là phát triển các hệ thống nhiên liệu hàng không cho quân đội Liên Xô trong Thế chiến II. Kosberg đã có mười năm làm việc tại Viện Chế tạo Động cơ Máy bay Trung ương về hệ thống nhiên liệu và với những kinh nghiệm này ông được giao phụ trách một phòng thiết kế mới. Để nghiên cứu công nghệ thu được của Đức, nhóm các nhà khoa học di chuyển đến Berdsk, Siberia, tại đây Kosberg và nhóm của ông gồm 30 nhà khoa học đã phát triển hệ thống phun nhiên liệu trực tiếp, sau này áp dụng trên La-5, La-7, Tupolev Tu-2 và Tu-2D. Hệ thống phun nhiên liệu mới đã tăng hiệu suất đáng kể so với các hệ thống nhiên liệu xăng thông thường và loại bỏ các vấn đề của bộ chế hòa khí khi máy bay cơ động trong chiến đấu. Hệ thống phun nhiên liệu này đã cạnh tranh với hệ thống phun nhiên liệu thiết kế bởi Daimler Benz. Sau khi chiến tranh kết thúc, viện thiết kế chuyển về Voronezh, tại đây, Viện tiếp tục thiết kế chế tạo hệ thống nhiên liệu cho động cơ piston, turboprop và động cơ phản lực.

## Công ty chế tạo động cơ tên lửa KBKhA
Các kết quả nghiên cứu chế tạo thành công là cơ sở để tách riêng bộ phận thiết kế của Nhà máy 154 thành Viện thiết kế độc lập OCB-154. Viện thiết kế mới có nhiệm vụ phát triển động cơ tên lửa.
Viện thiết kế cả động cơ tên lửa nhiên liệu lỏng dùng cho tên lửa phóng tàu vũ trụ và tên lửa. Công việc bắt đầu kể từ sau cuộc gặp giữa S. Kosberg và S. Korolev vào ngày 10 tháng 2 năm 1958. Kết quả là cả hai cùng phát triển động cơ RD0105 nhiên liệu lỏng (Oxy lỏng-kerosene) cho tầng tên lửa đẩy "Luna" (Thiết kế trưởng: V. Koshelnikov). Đây là loại động cơ đầu tiên trên thế giới có khả năng giúp cho tên lửa đẩy đạt tới vận tốc thoát cấp 2. Sau này, một miệng hố va chạm phía mặt khuất của Mặt trăng đã được đặt tên là S. Kosberg.
KBKhA phát triển động cơ nhiên liệu lỏng RD0109 cho tầng đẩy thứ ba của tên lửa đẩy "Vostok" (Thiết kế trưởng – V. Koshelnikov) dựa trên động cơ RD0105. Động cơ mới đáng tin cậy hơn và có thông số kỹ thuật cao hơn do công nghệ chế tạo buồng đốt nhẹ và hiệu quả hơn. RD 0109 là động cơ được sử dụng trên tên lửa đẩy Vostok đưa Y. Gagarin vào không gian, cùng với tất cả các tàu vũ trụ có người lái, cùng với các tàu vũ trụ phục vụ mục đích quân sự và khoa học sau này.
Sự phát triển của ngành công nghiệp vũ trụ vào cuối những năm 50 và đầu những năm 60 đòi hỏi phải tạo ra tên lửa đẩy mạnh hơn cho để có khả năng mang các tải trọng khối lượng tới 7.000 kg lên quỹ đạo. Để thực hiện điều này, phòng thiết kế-trên cơ sở động cơ RD0106 vốn trang bị trên tầng 2 của tên lửa quân sự P-9A-đã phát triển các động cơ RD0107, RD0108 và RD0110 (thiết kế trưởng Y. Gershkovits) để trang bị cho tầng đẩy thứ ba của các tên lửa đẩy của S. Korolev: "Molnia", "Voshod", "Soyuz". Các tên lửa đẩy này phục vụ phóng các tàu vũ trụ liên hành tinh lên Sao Hỏa và Sao Kim, phóng các tàu vũ trụ mang theo phi hành đoàn 2 và 3 người. Những phi hành đoàn này sẽ là những người đầu tiên đi vào vùng không gian mở, là những người đầu tiên thực hiện việc ghép nối tàu vũ trụ vào các trạm vũ trụ, và tham gia các dự án vũ trụ chung cùng với tàu "Apollo" của Mỹ. Tên lửa đẩy "Soyuz" được sử dụng trong việc đưa các tải trọng lên Trạm vũ trụ. Các tên lửa đẩy sử dụng động cơ RD0110 đã thực hiện 1500 lần phóng thành công. Vào đầu năm 1965, công trình sư S. Kosberg đã qua đời trong một vụ tai nạn ô tô. A. Konopatov được chỉ định làm người đứng đầu Viện thiết kế thay ông.

### Những dự án mới-động cơ mới
Một cột mốc quan trọng khác trong sự phát triển của ngành công nghiệp vũ trụ Nga là sự ra đời của tên lửa đẩy UR500 (sau này được đổi tên Proton) mạnh mẽ thiết kế bởi V. Chelomey. Tầng đẩy thứ hai của tên lửa đẩy này sử dụng động cơ nhiên liệu lỏng RD0208 và RD0209 (thiết kế trưởng V. Kozelkov) của KBKhA; có khả năng mang lên quỹ đạo các tải trọng lên tới 20 tấn-vệ tinh tự hành hạng nặng "Proton". Nguyên mẫu động cơ RD0206 được sử dụng trên tên lửa ICBM UR-200.
Tầng thứ 2 của tên lửa đẩy "Proton" được trang bị động cơ RD0210 và RD0211 (thiết kế trưởng V. Kozelkov), là phiên bản hiện đại hóa của các động cơ RD0208 và RD0209. Tầng đẩy thứ ba của tên lửa trang bị động cơ RD0212 (thiết kế trưởng Y. Gershkovits). Những tên lửa đẩy này có nhiệm vụ đưa các module lên Mặt trăng, phục vụ các chuyến bay liên hành tinh, thăm dò bề mặt mặt trăng, hạ cánh xuống sao Hỏa và sao Kim. Các động cơ của KBKhA cũng là động lực cho các chương trình trạm không gian dài hạn "Salut", "Mir", cũng như các module "Zarya" và "Zvezda" cho trạm vũ trụ quốc tế. Hiện tại, tên lửa đẩy "Proton" đã thực hiện hơn 300 lần phóng thành công.
KBKhA đã chế tạo động cơ tăng áp RD0225 (thiết kế trưởng V. Borodin) cho trạm vũ trụ "Almaz", động cơ có khả năng tái khởi động (lên tới 100 lần) với chế độ chờ trên quỹ đạo (lên tới 2 năm).
Các tính năng kỹ thuật hoàn hảo của các động cơ RD0110, RD0210, RD0211, RD0212 khiến cho chúng vẫn còn được tin dùng cho đến tận ngày nay, làm động cơ cho nhiều chuyến phóng tàu vũ trụ khác nhau, cả tự hành và có người lái trong hơn 40 năm. Tính tiết kiệm và hiệu quả của chúng sẽ giúp chúng đảm bảo được vị trí đi đầu trong ngành hàng không vũ trụ của Nga và cả ở nước ngoài.

### Chế tạo động cơ hạt nhân
Một trong những hướng phát triển ưu tiên của KBKhA là thực hiện các bản hợp đồng quốc phòng – chế tạo động cơ nhiên liệu lỏng với đặc tính năng lượng cao, đáng tin cậy, giá thành sản xuất thấp. Năm 1957, sử dụng các kinh nghiệm trong quá trình phát triển các động cơ RD0100, RD0101, RD0102 cho máy bay tiêm kích, Viện thiết kế bắt đầu chế tạo động cơ cho các tên lửa phòng không (SAM). Động cơ đầu tiên là RD0200 (thiết kế trưởng A. Golubev) đã được phát triển để trang bị cho tầng tên lửa thứ hai của tên lửa 5В11 SAM (Lavochkin). Động cơ đã vượt qua được tất cả các thử nghiệm và đã được đưa vào sản xuất ở quy mô lớn. Động cơ RD0201 (thiết kế trưởng L. Pozdnyakov) được thiết kế cho tầng ba của tên lửa P. Grushin B1100 SAM. Động cơ này khác với động cơ RD0200 ở chỗ buồng đốt có khả năng xoay được để tăng tính thao diễn của tên lửa.
Vào cuối thập kỷ 50, câu hỏi về việc chế tạo một tên lửa R-9 mạnh hơn đã nảy sinh, nhằm thay thế tên lửa 8K72. Năm 1959-1962, Phòng thiết kế đã phát triển động cơ oxy-dầu hỏa RD0106 cho tầng đẩy 2 của tên lửa đẩy (khối B) (thiết kế chính-Y. Gershkovitz).
Năm 1965 KBKhA đã tham gia vào dự án phát triển động cơ tên lửa hạt nhân RD0410 (thiết kế chính G. Chursin) và RD0411 (thiết kế chính L. Nikitin, M. Biryukov, A. Belogurov, Y. Mamontov). Các động cơ có nhiệm vụ tăng và giảm tốc độ của tàu vũ trụ và hiệu chỉnh quỹ đạo cho các cuộc thám hiểm không gian sâu. Do đặc tính nhiệt động lực học cao của chất lỏng vận hành và nhiệt độ gia nhiệt cao trong lò phản ứng hạt nhân, (lên đế 3.000 K), động cơ có hiệu suất cao (Isp chân không= 910 s). Để tiết kiệm thời gian và chi phí, lò phản ứng hạt nhân và động cơ "lạnh" (hệ thống cấp liệu, các bộ phận điều chỉnh và điều khiển) đã được phát triển song song. Động cơ hạt nhân RD-0410 được sử dụng để phát triển động cơ RD-0120 và là cơ sở để phát triển động cơ hạt nhân vũ trụ đa chế độ.

### Gas-Dynamic Laser đầu tiên
Vào đầu những năm 70, KBKhA bắt đầu phát triển các nguồn laser-CO2 năng lượng cao liên tục (GDL), hoạt động dựa trên sự biến đổi nhiệt năng của môi trường khí hoạt động thành bức xạ điện từ, thu được khi giãn nở không cân bằng trong lưới vòi phun siêu âm. Các mẫu GDL được chế tạo với năng lượng bức xạ từ 10 đến 600 kW và động cơ GDL RD0600 sử dụng nhiên liệu khí (trưởng nhóm thiết kế — V.P. Koshelnikov, G.I. Zavision, V.Y. Guterman).

## Động cơ tên lửa nhiên liệu lỏng
Tính đến năm 1954, Viện đã thiết kế các động cơ tên lửa nhiên liệu lỏng cho các máy bay chiến đấu thử nghiệm tính năng cao Yak-27V và E-50A, và từ năm 1957 đến 1962, Viện thiết kế các động cơ cho tên lửa phòng không. Đầu những năm 1960, Viện bắt đầu thiết kế động cơ tên lửa nhiên liệu lỏng cho các chuyến bay vào vũ trụ có người lái.
Trong vài thập kỷ, KBKhA đã trở thành một trong những viện thiết kế hàng đầu của Liên Xô chuyên thiết kế động cơ tên lửa nhiên liệu lỏng, thiết kế động cơ cho các ICBM SS-11, SS-18 và SS-19, tên lửa phóng từ tàu ngầm SS-N-23. Đồng thời cũng thiết kế các động cơ cho các tên lửa đẩy Soyuz và Proton, các động cơ trung tâm cho tên lửa đẩy Energia. Trong cùng thời kỳ này ở Hoa Kỳ (cuối những năm 1960\ đầu những năm 1970), các tên lửa dần chuyển sang sử dụng động cơ nhiên liệu rắn. Dựa trên kinh nghiệm chế tạo động cơ, KBKhA đã bắt đầu phát triển động cơ RD-0120 sử dụng nhiên liệu siêu lạnh, đạt lực đẩy hơn 40 tấn. Mặc dù KBKhA chủ yếu thiết kế các động cơ sử dụng nhiên liệu N2O4/UDMH, nhưng động cơ RD-0120 có tính năng tương tự trong khi giá thành rẻ hơn do công nghệ phát triển.
Năm 2007, KBKhA bắt đầu bán động cơ RD-0146 ra thị trường với tên gọi RL-10. Công ty cũng bắt đầu tham gia vào sản xuất các sản phẩm dân sự như thiết kế các sản phẩm ngành dầu khí, nông nghiệp và y tế.

## Các động cơ nổi tiếng
| Động cơ | Định danh khác       | Lực đẩy, kN (chân không) | Xung lực riêng, s (chân không) | Chất đẩy       | Khối lượng động cơ, kg | Thời kỳ phát triển | Ghi chú                                                                                                 |
| ------- | -------------------- | ------------------------ | ------------------------------ | -------------- | ---------------------- | ------------------ | --- |
| RD-0105 | 8D714                | 49.4                     | 316                            | LOX / Dầu hỏa  | 130                    | 1958-1960          | Luna và Vostok-L, Block-E (tầng đẩy 3). Phóng Luna 1-vật thể nhân tạo đầu tiên đạt vận tốc thoát cấp 1. |
| RD-0109 | 8D719                | 54,5                     | 323,5                          | LOX / Dầu hỏa  | 121                    | 1959-1965          | Vostok-K và sau đó là Vostok, Block-E (giai đoạn ba). Đã sử dụng để đưa Yuri Gagarin lên quỹ đạo.       |
| RD-0110 | 11D55, RD-461        | 298                      | 326                            | LOX / Dầu hỏa  | 408                    | 1963–1967          | Tầng 3 của tên lửa đẩy Soyuz, Molniya                                                                   |
| RD-0120 | 11D122, RO-200       |                          | 455                            | LOX / LH2      | 3450                   | 1967–1983          | Sử dụng làm động cơ trung tâm của tên lửa đẩy Energia                                                   |
| RD-0124 | 14D451M, 14D23       | 294                      | 359                            | LOX / Dầu hỏa  | 450                    | 1996–1999          | Tầng 3 của tên lửa đẩy Soyuz, giai đoạn 3                                                               |
| RD-0146 |                      | 98                       | 451                            | LOX / LH2      | 242                    | 2000-              | Thay thế cho RL10A-4-1                                                                                  |
| RD-0210 | 8D411K, RD-465, 8D49 | 598                      | 326                            | N2O4 / UDMH    | 565                    | 1963–1967          | Tầng 2 của tên lửa đẩy Proton                                                                           |
| RD-0410 | 11B91                | 35.3                     | 910                            | Hạt nhân / LH2 | 2000                   | 1965–1994          | Động cơ hạt nhân                                                                                        |
| RD-0243 |                      | 825                      | 300                            | N2O4 / UDMH    | 853                    | 1977–1985          | Động cơ tên lửa đạn đạo phóng từ tàu ngầm SS-N-23                                                       |

## Các động cơ mới

### RD-0124
Từ năm 1993, KBKhA bắt đầu phát triển động cơ bốn buồng đốt Oxy lỏng-Kerosene LRE RD-0124, 14D23 cho tầng đẩy ba của tên lửa "Soyuz-2". Động cơ RD-0124 được phát triển để thay thế cho RD-0110. Nó có kích thước tổng thể và khối lượng thực tế giống hệt nhau, nhưng RD-0124 có các thông số kỹ thuật tốt hơn. Động cơ có khả năng mang theo tải trọng vào quỹ đạo lớn hơn (~ 950 kg) hoặc giúp tên lửa "Sojuz-2" có thể phóng từ các bãi phóng đặt ở phía bắc Baikonur.

### RD-0146
Năm 1997 KBKhA theo yêu cầu của Trung tâm kỹ thuật không gian Khrunichev bắt đầu phát triển động cơ mới sử dụng nhiên liệu Oxy lỏng/Hydro lỏng RD-0146 cho tầng khởi tốc của tên lửa «Proton» và «Angara».

### RD-0126, RD-0126Э
Năm 1995 viện KBKhA bắt đầu nghiên cứu chế tạo các động cơ tên lửa nhiên liệu lỏng sử dụng cho các tầng đẩy phụ trợ. Các yêu cầu về cấu hình và tính năng đã được xác định. Trên cơ sở nghiên cứu này, RKK «Energia» đã đưa ra đặc điểm kỹ thuật cho việc phát triển động cơ RD-0126 cho 2 phiên bản:
- RD0126 - với miệng xả Laval truyền thống, và
- RD0126Э với miệng xả lệch-mở rộng và họng vòng (thiết kế trưởng V. Grokhov, thiết kế chính – I. Liplyavy). Động cơ RD0126Э có cùng chiều dài với động cơ truyền thống như có xung lực riêng Isp chân không cao hơn, trong khi đó khối lượng lại nhẹ hơn.

Năm 1998, động cơ đã được thử nghiệm cho thấy động cơ hoạt động ổn định, đúng như các số liệu thiết kế, phần cứng ở trong tình trạng hoạt động tốt.

### GPVRD 58L
Từ năm với yêu cầu từ Viện trung ương Baranov về phát triển động cơ hàng không (Baranov Central Institute of Aviation Motor Development), KBKhA đã phát triển động cơ scramjet đối xứng trục 58L (thiết kế — Y.V. Liplavy, Y.A. Martynenko), nhằm nghiên cứu quá trình đốt hydro trong buồng đốt ở điều kiện tốc độ 3-6,5 M và độ cao 20–35 km.

## Động cơ magnetoplasmadynamic
Vào năm 2013 Viện hóa học-tự động hóa đã thành công trong việc thử nghiệm động cơ magnetoplasmadynamic trong một chuyến bay dài.

## Lực đẩy Ion
Viện đã thực hiện thành công các thử nghiệm ban đầu đối với hệ thống đẩy ion. Các thử nghiệm diễn ra trong môi trường chân không và kiểm chứng các đặc tính của động cơ. Động cơ đã được sản xuất bắt đầu từ năm 2012.